# Île d'Anticosti
Pour les articles homonymes, voir Anticosti.
L'île d'Anticosti (en innu-aimun : Notiskuan ; en micmac : Natigostec) se situe dans le golfe du Saint-Laurent, entre les détroits de Jacques-Cartier et d'Honguedo, en Minganie, MRC de la région de la Côte-Nord, au Québec, Canada. Elle fait face au nord à la municipalité de Havre-Saint-Pierre et au sud à la péninsule de la Gaspésie.
Anticosti est la plus grande île du Québec avec 7 943 km2, soit une taille comparable à la Corse. Mesurant 222 km de long et 16 à 48 km de large, elle est plus grande que la province canadienne de l'Île-du-Prince-Édouard, mais très faiblement peuplée, principalement dans le village de Port-Menier, sur la pointe ouest de l'île, où se situent le port et l'aéroport. Elle est accessible par bateau ou par avion à partir de Sept-Îles et Havre-Saint-Pierre, par bateau à partir de Rimouski ou par avion à partir de Mont-Joli. L'île est un milieu où la nature règne. Elle est reconnue pour ses activités de plein air, sa pêche, sa chasse (plus de 150 000 chevreuils sont sur l'île). Des études portent à croire qu'on pourrait y trouver du pétrole de schiste (entre 30 et 46 milliards de barils,,).
Depuis le 19 septembre 2023, l'île d'Anticosti fait partie du patrimoine mondial de l'UNESCO. Cette reconnaissance s'explique par la géologie unique de l'île, qui abrite l'une des plus importantes successions stratigraphiques en épaisseur à témoigner de l'extinction Ordovicien-Silurien.

## Géographie

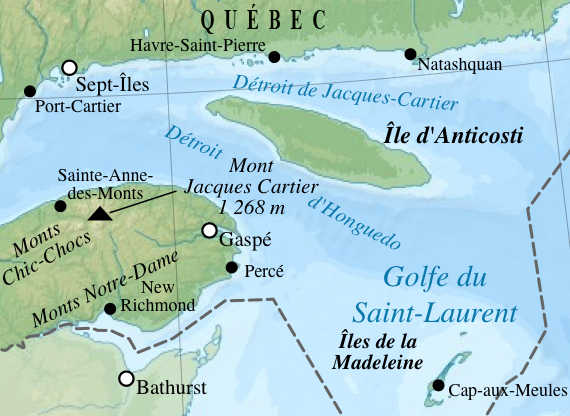
Golfe du Saint-Laurent

Réserve de pêche et de chasse, Anticosti est couverte d'une forêt d'épinettes et de sapins. Les cours d'eau tranquilles coulant au fond des gorges peuvent se transformer, à la fonte des neiges, en de furieux torrents, telle la rivière Vauréal dont les chutes s'élancent d'une hauteur de 76 mètres.

### Principaux lieux connus
- Chicotte-la-Mer

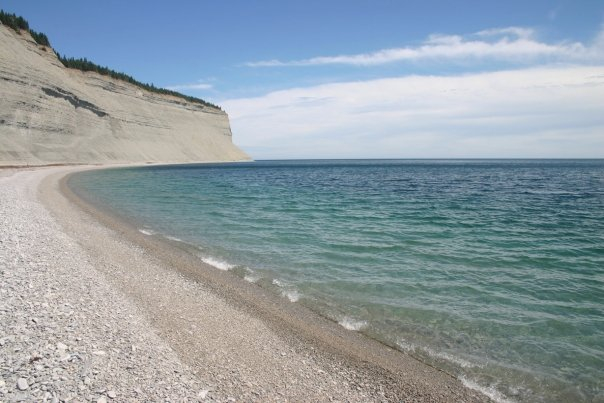
Baie de la Tour

- Les colosses de la baie de la Tour
- L'épave du Wilcox
- La grotte à la Patate
- Rivière Jupiter, la plus grande des rivières à saumons d'Anticosti
- Chute et canyon de la Vauréal
- Réserve écologique du Grand-Lac-Salé
- Réserve écologique de la Pointe-Heath
- Pointe Carleton
- Cap de la Vache-Qui-Pisse
- La pointe du Sud-Ouest et son phare
- La rivière Galiote
- La rivière du Brick et son canyon
- Le Grand Canyon de la rivière Chicotte
- Le Petit Canyon de la rivière Chicotte
- Baie Sainte-Claire
- Détroit d'Honguedo

## Géologie
L'île est composée de roches sédimentaires s'étant déposées lors de l'Ordovicien supérieur et du Silurien inférieur, entre 435 et 447 millions d’années avant aujourd'hui. Ces couches sédimentaires sont composées de fossiles d'invertébrés marin qui se sont accumulés pour former une séquence continue de près d'un kilomètre d'épaisseur. Ces assemblages de fossiles permettent d'étudier les changements climatiques et la modification du niveau de la mer lors de la fin de l'Ordovicien qui ont entrainé l'extinction Ordovicien-Silurien.

## Climat
L'île jouit d'un climat sud-boréal plus tempéré que celui du continent. En été, le thermomètre oscille entre 15 et 25 °C et en hiver de 0 à −20 °C.
| Mois                                  | jan.       | fév.       | mars       | avril     | mai        | juin      | jui.      | août      | sep.      | oct.       | nov.       | déc.       | année          |
| ------------------------------------- | ---------- | ---------- | ---------- | --------- | ---------- | --------- | --------- | --------- | --------- | ---------- | ---------- | ---------- | -------------- |
| Température minimale moyenne (°C)     | −15        | −16,1      | −10,7      | −4,4      | 1,4        | 6,6       | 11,5      | 9,7       | 5,8       | 0,6        | −4         | −10,9      | −2,1           |
| Température moyenne (°C)              | −10,5      | −10,9      | −5,9       | −0,5      | 5,5        | 11,2      | 15,3      | 13,9      | 9,8       | 4,4        | −0,7       | −7,3       | 2              |
| Température maximale moyenne (°C)     | −6,2       | −5,7       | −1,8       | 3,5       | 9,3        | 15,8      | 19        | 18        | 13,6      | 8,1        | 2,7        | −3,5       | 6,1            |
| Record de froid (°C) date du record   | −36,7 1961 | −37,8 1962 | −38,3 1968 | −23 1994  | −12,8 1972 | −5 1958   | 0,6 1929  | 0,6 1963  | −6,7 1958 | −11,1 1958 | −22,2 1995 | −32,2 1972 | −38,3 7/3/1968 |
| Record de chaleur (°C) date du record | 10,2 1979  | 8,3 1954   | 10,7 2012  | 18,3 1956 | 24,4 1950  | 33,1 2003 | 29,2 1995 | 28,9 1940 | 28,2 2001 | 22 2003    | 13,9 1966  | 11,1 1950  | 33,1 27/6/2003 |
| Ensoleillement (h)                    | 77,6       | 121        | 137        | 163,8     | 243,2      | 243,8     | 243,8     | 253,2     | 172,4     | 127,4      | 95,5       | 62,8       | 1 941,5        |
| Précipitations (mm)                   | 79,5       | 65,6       | 53,6       | 54,3      | 75,1       | 79,6      | 85        | 80,8      | 86,8      | 92,5       | 81         | 74,1       | 907,9          |
| dont neige (cm)                       | 78,4       | 62,1       | 51,9       | 28,8      | 5,2        | 0         | 0         | 0         | 0         | 6          | 30,5       | 64,9       | 327,8          |
| Nombre de jours avec précipitations   | 16         | 12         | 10         | 11        | 11         | 10        | 12        | 11        | 10        | 12         | 12         | 14         | 141            |
| Nombre de jours avec neige            | 14         | 10         | 9          | 5         | 1          | 0         | 0         | 0         | 0         | 1          | 6          | 13         | 59             |

| Diagramme climatique                                  |               |               |             |            |             |          |           |             |            |         |               |
| J                                                     | F             | M             | A           | M          | J           | J        | A         | S           | O          | N       | D             |
| −6,2−1579,5                                           | −5,7−16,165,6 | −1,8−10,753,6 | 3,5−4,454,3 | 9,31,475,1 | 15,86,679,6 | 1911,585 | 189,780,8 | 13,65,886,8 | 8,10,692,5 | 2,7−481 | −3,5−10,974,1 |
| Moyennes : • Temp. maxi et mini °C • Précipitation mm |               |               |             |            |             |          |           |             |            |         |               |

## Histoire

### De la préhistoire jusqu'aux explorations européennes
Depuis des centaines d'années, les Amérindiens du continent utilisaient l'île comme zone de chasse. Les Innus l'appellent Notiskouan, ce qui se traduit par « où les ours sont chassés » (en raison du grand nombre de ces plantigrades à l'époque) et les Micmacs l'appellent Natigôsteg qui signifie « la terre avancée ».

### Ancien régime

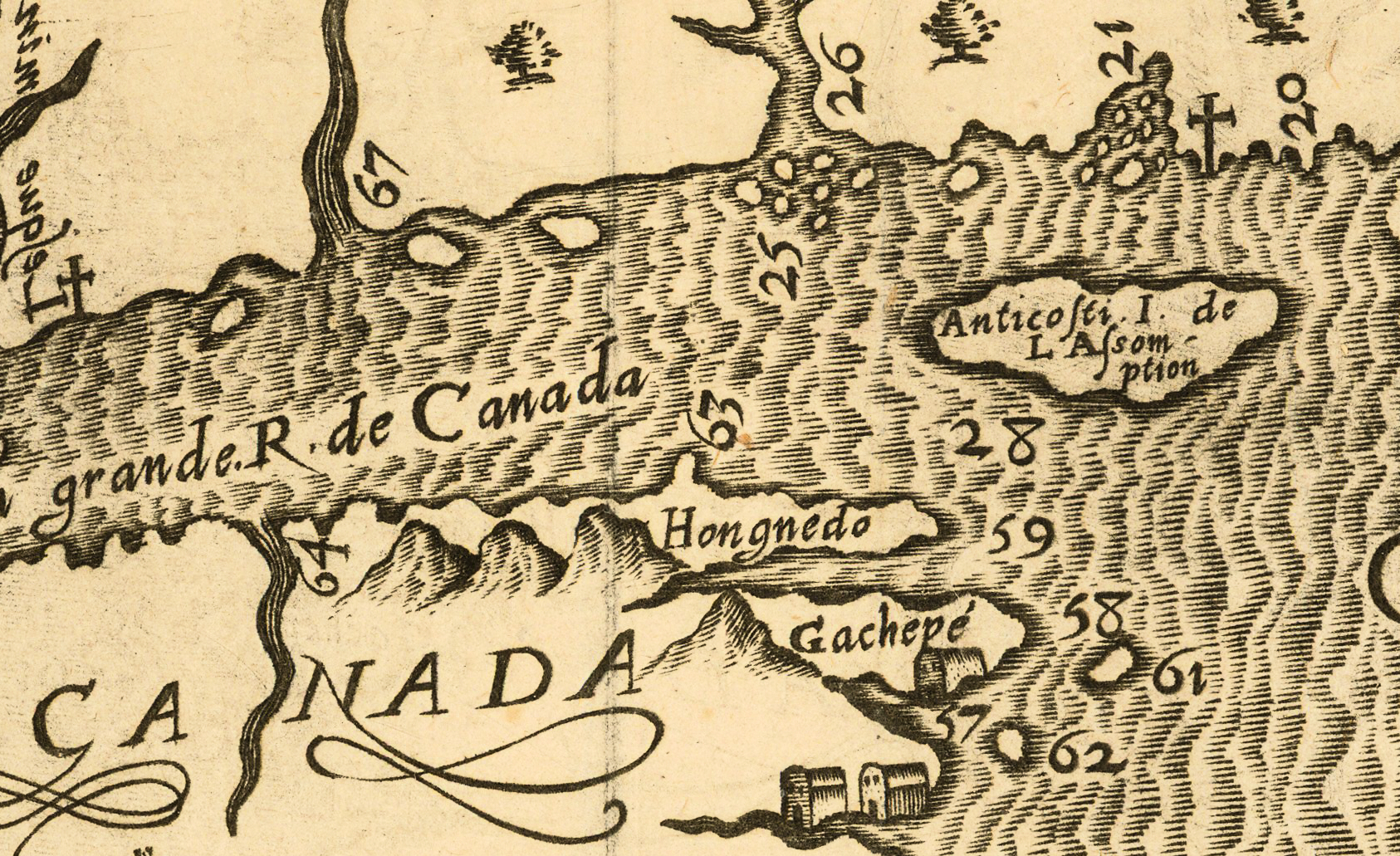
Détail de la carte de la Nouvelle-France par Marc Lescarbot, 1609. On y trouve Anticosti I. de L'Aʃsomption.

Jacques Cartier fut le premier Européen à mentionner l'île lors de son voyage en 1534. Puis, le 15 août 1535 contournant à nouveau l'île, il la nomma, en l'honneur de la fête du jour, Assomption,. En 1680, les premiers colons arrivent et la seigneurie de l'archipel Mingan et l'île est offerte à Louis Jolliet par Louis XIV en récompense de son exploration du Mississippi et de sa découverte de la région des Grands Lacs. De la taille du quart de la Belgique, c'est la plus grande île à avoir été possédée par un particulier.

« Ce Fleuve a 20. ou 21. lieues de largeur à son embouchure au milieu de laquelle on voit l'Isle d'Anticostie, qui en a vingt de longueur. Elle appartient au Sieur Joliet, Canadien, qui y a fait faire un petit Magasin fortifié, afin que les marchandises et sa famille soient à l'abri des surprises des Eskimaux, dont je vous parlerai dans la suite : c'est avec d'autres Nations Sauvages savoir les Montagnois & les Papipanachois, qu'il trafique d'armes & de munitions pour des peaux de Loups Marins, & quelques autres Pelleteries. »

— Baron de Lahontan, 1728
À la mort de Louis Jolliet, l'île est léguée à ses trois enfants qui s'en départent à la suite d'un long procès.

### Régime britannique
Après la conquête britannique, l'île est annexée en 1763 à la colonie de Terre-Neuve puis à la province de Québec en 1774.

### Premiers habitants
En 1873, Pierre Doucet et Elisabeth Bezeau s’installèrent à l'île d'Anticosti ainsi que le frère de madame Bezeau, François Bezeau. Ces deux seules familles habitent l'Anse-aux-Fraises; ils y vécurent 34 ans, s'occupant de culture, chasse et pêche. Là naquirent sept enfants. À la famille de Pierre Doucet et de François Bezeau, établies à l'Anse-aux-Fraises, viennent s'ajouter quelques autres familles dont un frère, Philias Bezeau, la plupart venant des îles de Shippagan et de Caraquet. À l'arrivée de Menier en 1896, il y avait une quinzaine de familles. Pendant cette période, il n'y avait ni médecin, ni garde-malade à l'île; aucune communication avec l'extérieur pendant six mois de l'année. Le prêtre missionnaire ne venait qu'une fois par année. Plus tard, vers 1888, un prêtre vient y résider et il se retira chez la famille Doucet jusqu'à un an après l'arrivée de Menier en 1896. On ajouta une «allonge» à la maison pour y loger le prêtre: ce fut son presbytère. Trois missionnaires se succédèrent.Tout était donné gratuitement, logis, nourriture, services, etc.
L'arrivée de Menier à l'île d'Anticosti fut un grand événement, mais bientôt la liberté des anciens résidents fut restreinte, leurs propriétés furent pour ainsi dire confisquées; les vieilles familles surtout quittèrent l'île. L'Anse-aux-Fraises se vida en 1906.

#### Propriété d'Henri Menier
Ce n'est qu'à partir de 1895 que l'île connaît vraiment son développement. À cette date, elle est vendue pour la somme de 125 000 dollars au riche chocolatier français Henri Menier qui en fait une réserve de chasse et de pêche personnelle. Il fait rechercher en Amérique du Nord des espèces animales pouvant s'adapter au rude climat de l'île : castors, lièvres d'Amérique, orignaux, cerfs, bisons, visons, rennes et wapitis. Au nord de l'île, il fait construire le petit village de Baie-Sainte-Claire, nommé ainsi en l'honneur de sa mère. Puis, vu la grande difficulté pour les bateaux d'y accoster en raison du récif, plate-forme rocheuse s'avançant parfois à quelques kilomètres de la rive, Henri Menier fait déménager tout le village à une vingtaine de kilomètres de là. Port-Menier voit le jour, où son fondateur fait bâtir un château et équipe le village pour la pêche au poisson en attendant de pouvoir en exploiter les ressources minières et forestières ainsi que la tourbe. En 1913, la mort subite d'Henri Menier fait basculer le projet qu'il avait  développé et planifié avec Georges Martin-Zédé. Son frère Gaston hérite de l'île. La jugeant peu rentable, il la vend en 1926 à une firme forestière canadienne, la Wayagamack Pulp and Paper Company (devenue la Consolidated Paper Corporation Ltd en 1931).

#### La Wayagamack

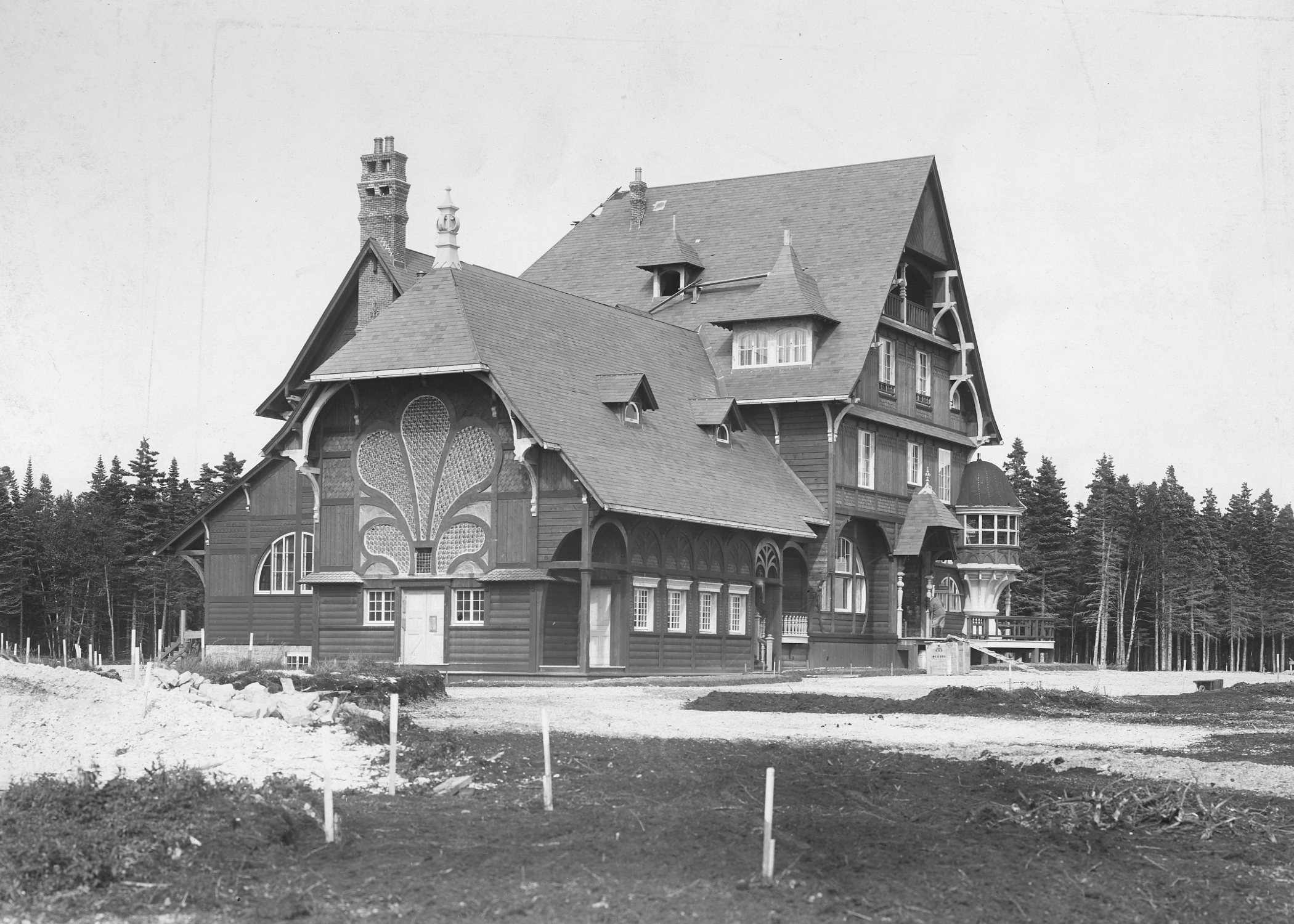
Le château Menier avant sa destruction, 1903

La Wayagamack Pulp and Paper Company deviendra quelques années plus tard la Consolidated Bathurst. Sous la gestion de Frank Wilcox, employé de la dite compagnie, l'île fait l'objet d'un « haut risque d'incendie ». Ainsi, sous le prétexte de mesures préventives, Wilcox ordonne que l'édifice appelé « château Menier » par les insulaires et autres employés de la compagnie, soit incendié. Ce fut un jour bien triste pour les habitants de l'île, que ce magnifique manoir dont un des murs était décoré avec une fenêtre d'environ cinq mètres de haut en forme de fleur de lys, soit incendié. Le 3 octobre 1953, Wilcox lui-même et son assistant répandent de l'essence sur les planchers de cette somptueuse résidence, ce bien culturel qui témoignait de l'esprit d'entreprise français.

### Rachat par le gouvernement du Québec
En 1974, l'île est rachetée par le gouvernement du Québec pour environ 25 millions $. Aujourd'hui, le principal village, Port-Menier, compte près de 250 habitants.
En 1982, le gouvernement du Québec procède au découpage du territoire, attribuant 40 % des terres aux insulaires, qui y ont aménagé trois pourvoiries privées d'une superficie totale de 2 052 km2 ainsi qu'une zone résidentielle de 352 km2 autour de Port-Menier. Le reste du domaine est géré par la SÉPAQ.
En date du 5 Décembre 2021, le territoire exploité par la SÉPAQ Anticosti passera à plus de 5 500 km2 à la suite du rachat d'une partie de l'île occupée par la pourvoirie Safari Anticosti.

### Arrivée de l'exploitation pétrolière
Vers la fin des années 2000, alors que l'exploitation forestière (principal moteur économique de l'île avec le tourisme de chasse et d'aventure) décline, les nouvelles méthodes de fracturation hydraulique permettent d'entrevoir une éventuelle exploitation pétrolière de l'île, le pétrole de schiste. En 2013, le sujet est toujours débattu, notamment à cause des risques environnementaux d'une telle entreprise.
En 2014, le gouvernement Marois fait un premier pas vers l'exploitation pétrolière à l'île d'Anticosti en investissant 115 millions $ dans deux projets visant à confirmer le potentiel estimé à quelque 46 millions de barils. Une entente a ainsi été signée avec les entreprises Pétrolia, Corridor Resources et la pétrolière française Maurel & Prom, et une autre avec Junex, pour la réalisation de deux programmes d'exploration qui se dérouleront chacun en deux phases.
En 2017, le gouvernement du Québec met fin au projet d'exploitation pétrolière sur l'île afin de préserver son environnement.

## Faune
À l'origine, il n'y avait probablement que sept espèces indigènes de mammifères terrestres, les Martes d'Amérique et les Ours noirs ont aujourd'hui disparu :
- Vulpes vulpes. — Renard roux.  — (Red fox).
- Lontra canadensis. — Loutre de rivière. — (River otter).
- Peromyscus maniculatus. — Souris sylvestre, Souris du soir.  — (Deer mouse).
- Martes americana. — Martre d'Amérique. —(American marten).
- Ursus americanus. — Ours noir. — (Black Bear).
- Myotis lucifugus. — Petite chauve-souris brune. — (Littlebrown bat).
- Eptesicus nilssonii. — Sérotine de Nilsson, Sérotine boréale.  — (Northern bat).

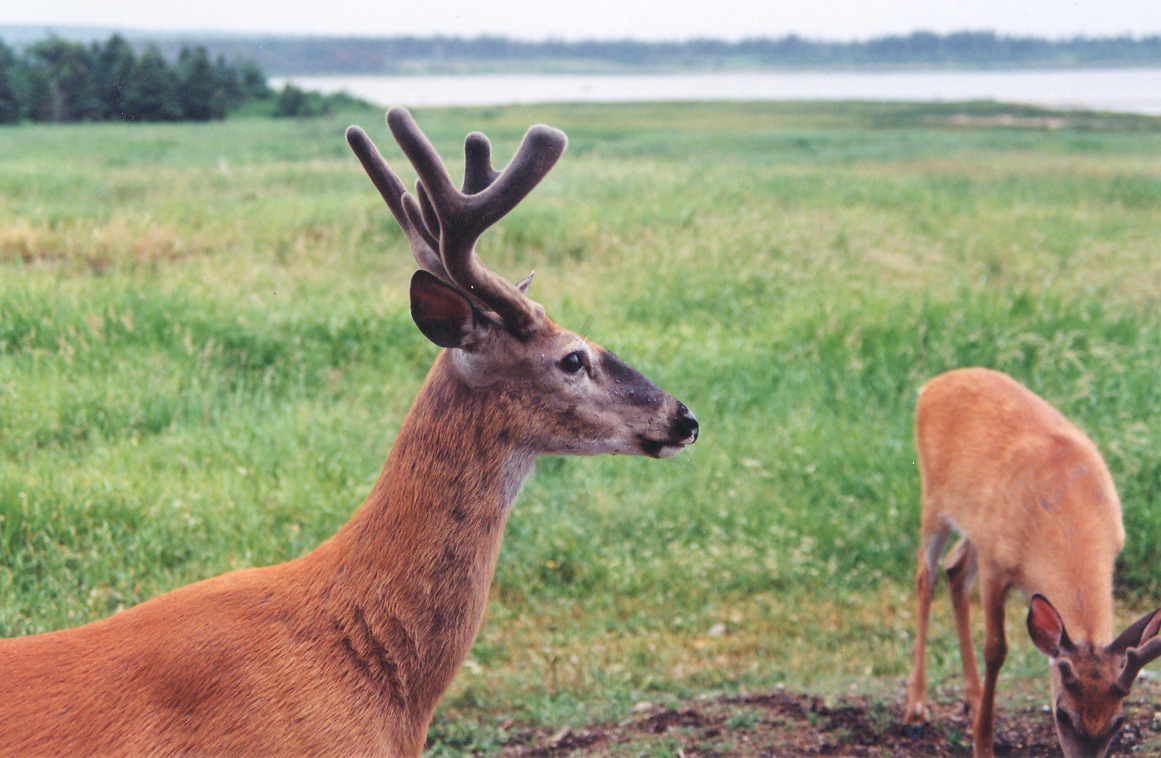
Odocoileus virginianus. — Cerf de Virginie, Chevreuil. — (White-tailed deer), Port-Menier, île d'Anticosti

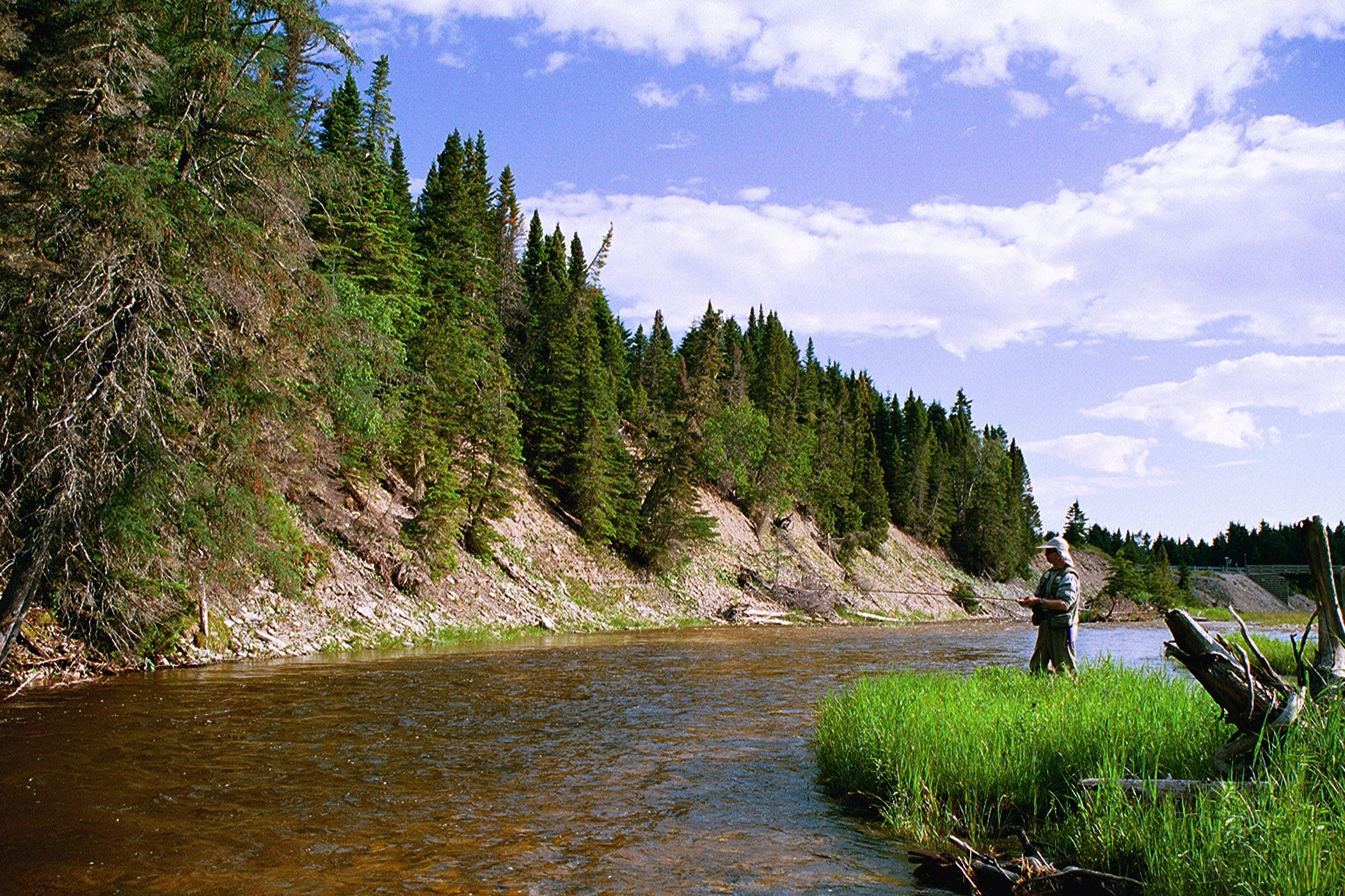
Pêcheur au saumon sur la rivière à l'Huile

Le cerf de Virginie y a été introduit par Henri Menier au nombre de 220 individus et s'est multiplié sur l'île, qui est reconnue pour sa chasse (plus haut taux de succès à la chasse au cerf de Virginie en Amérique du Nord, avec plus de 85 %). En 1897, 150 cerfs de Virginie sont commandés au trappeur Boulay de Cap-St-Ignace et amenés par le vapeur Savoy qui assurait la liaison avec Québec. La population du cerf de Virginie est estimée entre 160 000 et 200 000 bêtes, alors que celle de l'orignal (également introduit par Menier) ne dépasse pas 1 000. La très forte densité de population de cerfs entraîne même parfois des problèmes de régénération du sapin baumier, qui constitue l'une des bases de l'alimentation de l'animal. Menier fit également introduire le castor, la gélinotte huppée et quelques autres espèces encore visibles aujourd'hui.
La société des établissements de plein air du Québec (SÉPAQ) gère environ la moitié des territoires pour la chasse et la pêche (au saumon surtout) ainsi que le Parc national d'Anticosti. Des pourvoiries privées et une appartenant aux Anticostiens gèrent le reste du territoire. L'île est aussi fréquentée par des paléontologues, des ornithologistes, des chasseurs, des pêcheurs à la ligne et des randonneurs.

## Galerie

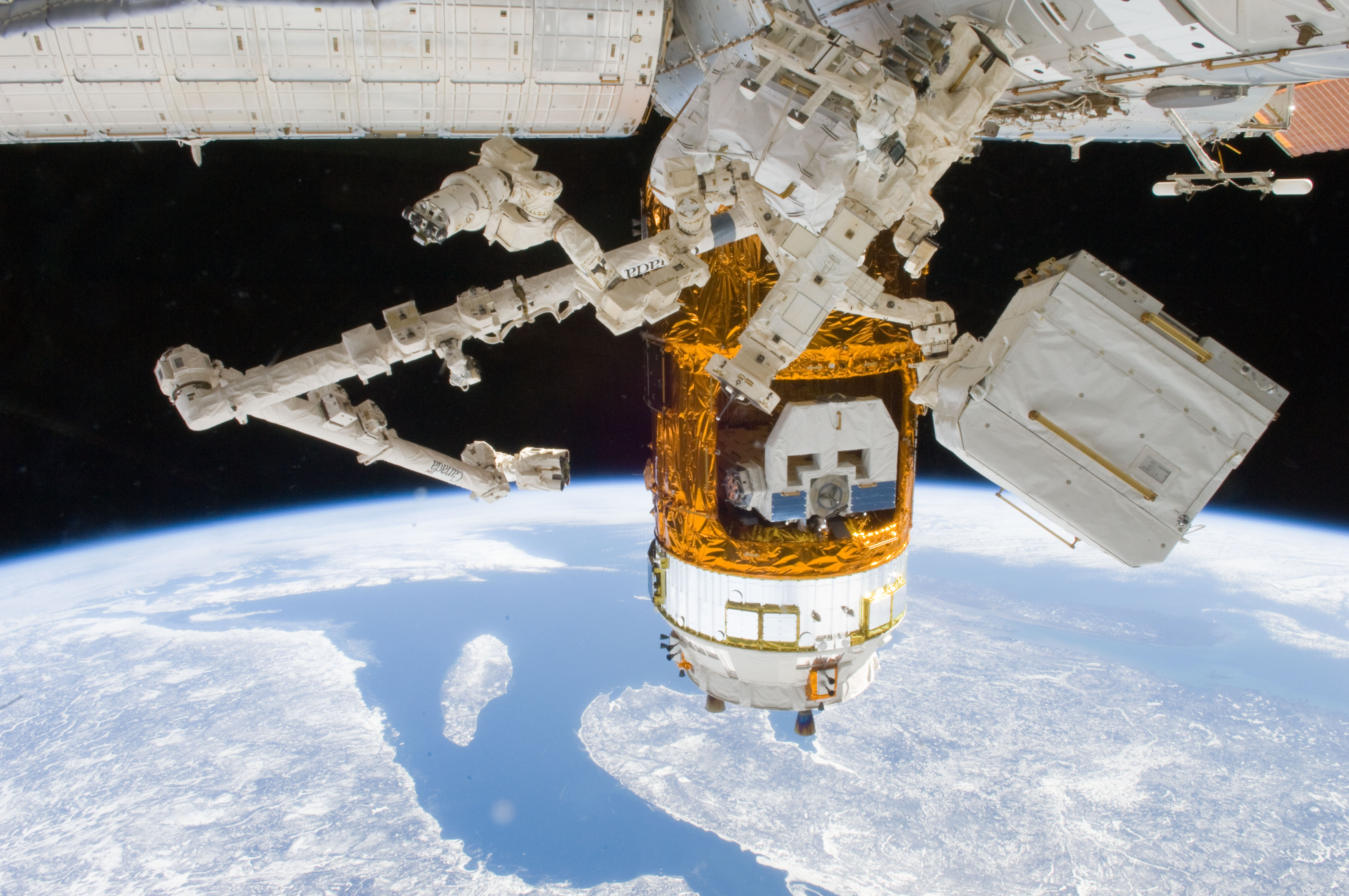
Île d'Anticosti vue depuis la Station spatiale internationale